# Leonhard Spengel

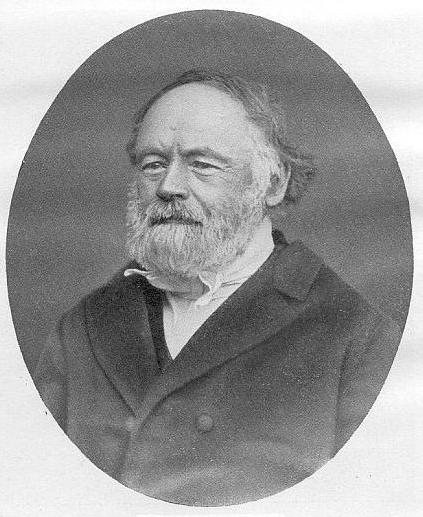
Leonhard von Spengel.

Leonhard Spengel (från 1875 von Spengel), född den 24 september 1803 i München, död där den 9 november 1880, var en tysk filolog. 
Spengel blev 1830 gymnasialprofessor i München, 1842 universitetsprofessor i Heidelberg, men vände 1847 i samma egenskap tillbaka till München. Hans arbeten rörde sig huvudsakligen om de grekiska retorerna och om Aristoteles. Av hans skrifter kan nämnas Συναγωγή τεχνών (1828), utgåvor av Anaximenes Ars rhetorica (1844), Rhetores græci (3 band, 1853—56), Aristoteles Ars rhetorica (2 band, 1867), och av Themistios (2 band, 1866) samt Aristotelische Studien (4 band, 1864—68). I bayerska vetenskapsakademiens avhandlingar finns också åtskilliga arbeten av honom.